# أحمس (كاتب)
أحمِس أو أحمُس كان كاتبًا مصريًا قديمًا عاش في نهاية الأسرة الخامسة عشرة في فترة تسمى (الفترة المصرية الانتقالية الثانية) وبداية الأسرة الثامنة عشرة (المملكة المصرية الحديثة). قام بنسخ بردية ريند الرياضية، وهي من أعمال الرياضيات المصرية القديمة التي يرجع تاريخها إلى حوالي 1550 قبل الميلاد؛ وهو أول مساهم معروف في الرياضيات.وهو أيضًا أول عالم رياضيات يستخدم الكسور. كما ادعى أحمس أنه ليس مؤلف العمل بل هو كاتب له فقط. حيث جاء في ادعاءه أن المادة جاءت من وثيقة أقدم أي من حوالي 2000 عام قبل الميلاد.